# الکس بیوربرگ کسیدیس
الکس بیوربرگ کسیدیس (به انگلیسی: Alex Bjurberg Kessidis؛ زادهٔ ۲۳ مارس ۱۹۹۵) یک کشتی‌گیر فرنگی‌کار اهل سوئد است.
از افتخارات وی می‌توان به کسب مدال نقره مسابقات قهرمانی کشتی جهان ۲۰۱۹ اشاره کرد. وی سابقه حضور در المپیک ۲۰۲۰ توکیو را دارد.

## مسابقات قهرمانی کشتی جهان ۲۰۱۹
کسیدیس در وزن ۷۷ کیلوگرم کشتی فرنگی مسابقات قهرمانی کشتی جهان ۲۰۱۹ نورسلطان حاضر بود که دانیل کاتاراگا از مولداوی، ادگار بابایان از لهستان، محمدعلی گرایی از ایران و کاراپت چالیان از ارمنستان را شکست داد و به فینال رسید. وی در دیدار نهایی به تاماس لورینز از مجارستان باخت و به مدال نقره وزن ۷۷ کیلوگرم رسید.